# Fata moartă (carte)
Fata moartă este un jurnal de război scris de sublocotenentul Ioan Missir după întâmplări reale petrecute pe frontul Oituz-Mănăstirea Cașin și în estul Transilvaniei în timpul Primului Război Mondial și publicat pentru prima dată în 1937 de către Editura Cartea Românească din București.
Cartea este una dintre reușitele literaturii românești de profil, fiind în sine nu una despre război, ci un discurs despre inutilitatea acestuia. Într-un anume sens ea este în fapt o replică la cartea Pe frontul de vest nimic nou a lui Erich Maria Remarque. 
A avut un mare succes în epocă, valoarea ei fiind recunoscută prin premiile acordate de Academia Română și de Societatea Scriitorilor Români. Până în anul 2006 a fost publicată în opt ediții tipărite și în una electronică.

## Rezumat
Cartea este alcătuită din mai multe capitole, aflate în ordine cronologică.
- Cum am trecut Carpații
- Atac la Corond
- La rețele
- Prin Grozești, spre Hârja
- Fata moartă
- Cota 1290
- Pe valea Bucieșului
- Un Revelion
- Chef la Piscul Raței
- O permisie
- Cireșoaia
- Armistițiu
- Triunghiul morții
- Demobilizarea
- Flori veștejite
- Țugui

## Scriere și publicare
Până la jumătatea anilor 1930 Ioan Missir nu se implicase într-o faptă culturală, cu excepția sprijinirii apariției periodicului Crai Nou. Fata Moartă este prima și în același timp singura carte pe care a scris-o, intrând cu toate acestea – tocmai datorită ei - în istoria literară.
Primele știri despre aceasta le-a dat Petru Manoliu (cumnatul său), sub semnătura Erasm. El a relatat în ziarul Credința, la 24 februarie 1937, că în toamna precedentă a venit „din fundul Moldovei” cu un manuscris pe care i-l încredințase doar pentru a-l citi Ioan Missir, care nu avea veleități de scriitor. 
Despre acest manuscris, Manoliu a consemnat mai târziu:
„Omul acesta nu vrea să strălucească. Nu vrea să scrie, nu vrea să fie scriitor. A scris cartea așa cum plivește un butuc de vie. A scris așa cum privește, așa cum aude, așa cum respire, terminându-și cartea și bătând-o singur la mașină, era gata să-și încuie manuscrisul, nu jenat că a scris o carte, el, bărbatul și omul cu simț real al vieții, ci convins că de lucrurile tale intime nu este bine, nu este frumos și nu se cade să vorbești.”
Missir i-a îngăduit totuși cumnatului său să ia manuscrisul și să-l prezinte unei edituri, care, pentru a-l tipări, a pretins o prefață purtând semnătura unui general. În cele din urmă, a fost acceptată totuși garanția istoricului Nicolae Iorga.
De reținut este că, pledând ideea că „literatura de război nu trebuie să se producă în imediata actualitate”, că „tema ruptă din zilele haotice ale războiului trebuie să fie coaptă și studiată, după ce au venit momentele de reculegere”, Ioan Missir i-a prezentat reporterului (Mircea V. Georgescu) „un notes îngălbenit și mâncat de vremuri, pe foile căruia zac [...] însemnări telefonice care, asemenea, unui jurnal de război, au înregistrate, în ordine cronologică, toate întâmplările [...] scheletul care, prinzând viață, a dat naștere Fetei Moarte”.
Titlul are legătură cu legenda unei fete moarte din dragoste pe dealurile Cașinului, care apărea soldaților în clipa morții.
Ediția originală a fost ilustrată de pictorul D. (Dumitrescu) Stoica (1886-1956).

## Receptarea operei
Cartea botoșăneanului de origine armeană a avut un mare succes în epocă, succesul literar fiind meritat. Pentru ea, autorului i s-au decernat în ședința din 4 iunie 1938 ca urmare a raportului lui I. A. Bassarabescu, Premiul „I. Heliade Rădulescu” al Academiei Române și Premiul „I. Al. Brătescu Voinești” al Societății Scriitorilor Români.
Cartea a apărut în ediții succesive: prima ediție în 1937, ediția a II-a în 1938, ediția a III-a în 1939, ediția a IV-a în 1942. Ediția a V-a din 1945, ediția nouă prefațată de Teodor Vârgolici din 1967 și reeditarea ei din 1977 au avut eliminate referirile negative la bolșevism, la comportamentul armatelor ruse și la cel al soldaților ruși. Ulterior cartea a fost din nou publicată integral în anii 2004 (ediție electronică) și 2006.

## Analiză literară
În opinia lui Camil Petrescu, textul lui Missir face parte dintre cele autentice, fiind scrisă cu luciditate și demnitatea de un fost luptator și în același timp face parte din adevaratul tezaur național, pe carea absolut nimic nu-l poate înlocui. Excelent scrisă, cartea scoate la iveală cu un discernământ admirabil și cu o corectitudine deosebită zone ale realității văzute, amintind prin aceasta de pătrunzătorul „spirit al frontului”, alcătuitor prin el însuși al unei aristocrații naționale frumoase și autentice.

### Asemănări tematice
Carte-document de o excepționala sinceritate, Fata moartă rămâne una dintre reușitele literaturii de război românești, iar autorul ei – un scriitor ce și-a descoperit târziu talentul. Experiența frontului constituie substanța cărții, care se constituie într-o cronică de tulburătoare autenticitate a Primului Război Mondial, replică, într-un anume sens, la romanul Pe frontul de vest nimic nou al lui Erich Maria Remarque.
Cartea nu este una despre război, ci un discurs despre inutilitatea acestuia. Textul este lipsit de arome politice sau lozinci propagandistice false și compune un tablou al unor eroi fără patimă, care luptă pentru viață fără a se constitui în învingători sau învinși și care sunt siliți să-și construiască eroismele pe cadavrele semenilor, indiferent că aceștia sunt camarazi sau inamici.

### Documentarea realității
Cartea cuprinde aspecte importante din desfășurarea Primului Război Mondial, valoarea ei documentară fiind sporită de desele mențiuni privitoare la Regimentul 8 Vânători din Botoșani. Faptele descrise sunt specifice unui memorial de război. Caracterul textului este autobiografic, dublat de cel memorialistic.
Missir a dovedit mai curând o aplecare spre însușirile umane decât spre vitejiile formale, cu caracter declarativ, iar textul său este expresia unei sensibilități aparte pentru soldatul simplu, expus unei lumi pe care nu o înțelege. Deși pericolul nu l-a făcut să dezerteze și nici nu a încurajat pasul înapoi în condiția în care acesta ar fi știrbit demnitatea și principiile sănătoase, avocatul devenit ofițer nu și-a camuflat dezamăgirea și nu a ezitat să critice ori să refuze un ordin, dacă urmarea acestuia ar fi putut să „scrijelească” în sufletele propriilor săi soldați sau dacă ar fi putut pune în pericol inutil viețile lor.
Autorul s-a dovedit a fi un atent observator al vieții, sub toate aspectele ei. Frica animalică, demența, care și-a avut izvorul în riposta inamicului, dar și în iresponsabilitatea propriilor comandanți ori a celor din spatele frontului, precum și abrutizarea progresivă au fost sesizate cu luciditate. Tot sinceritatea a făcut însă ca aceste tablouri să nu ocupe dictatorial toată pânza epică. Alternarea momentelor de tensiune extremă cu cele duioase sau detensionate (glumele soldaților în timpul celor mai crâncene lupte, scene de bivuac, deparazitarea ostașilor, „cheful de la Piscul Raței”, ironizarea jandarmilor, câteva figuri comice) au asigurat textului o veridicitate sporită.
Sunt pagini în care simți plutind sensuri de nebunie, deoarece fără nici o perspectivă, prezența neîntreruptă sub rafalele tunurilor și mitralierelor, zi și noapte, a dus la o dizolvare totală.
Datorită situației existente, nu s-a putut face distribuirea rațională a unităților și nici un răgaz adevarat (fie el cât de scurt), nu a putut fi prevazut și respectat. Astfel regimentul lui Missir a fost în linia întâi o perioadă neîntreruptă de 6 luni.
Textul te face să retrăiești cu oroare timpurile când la mai toate eșaloanele superioare de comandament pană la  corpul de armată soldatul și ofițerul „inferior” se simțeau neînțeleși, suspectați, bruftuiți, neîngrijiți și dușmăniți. Mai ales istovitoarea suferință morală îndurată de ei din această cauză dar și marea sfășiere fizică suferită de militarii istoviți de marșuri grele și măcelăriți de artileria inamică sunt creionate în mod tulburător. Autorul amintește astfel de sacrificiile uneori evitabile și în același timp inutile ale unor oameni năpăstuiți și nenorociți, făcute ca urmare a greșelilor evidente și stupide ale comandamentelor intermediare. Oroarea răzbate din amintirea concepției „economiei de muniții” (ceea ce el traduce prin „risipă de vieți omenești”), a atacurilor și contraatacurilor fără rost a unor cote decisive precum Măgura Cașinului sau  Momâia – parasite de bunăvoie, pentru a nu mai putea fi recucerite după câteva zile nici cu mari sacrifici.
Întoarcerea trupelor de pe front în 1918 a fost descrisă în mod cutremurător, într-un oraș pustiu, închis și indiferent la sacrificiul militarilor, care astfel a reușit să frângă emoția revenirii acasă:
„De-a lungul bulevardului – nimeni! (...) Nici o școală. Nici o floare. Nimeni din partea oficialităților ! Când cotim strada și ajungem în dreptul primăriei, unde, în balcon, apare „premarele”, întoarcem capul în altă parte și din rândurile noastre pleacă un cuvânt ce se aude răspicat: „- Să-ți fie rușine!””—Ioan Missir

### Stil literar
| Imagine indisponibilă                      |  | Imagine indisponibilă |
| Cascada Fata Moartă de pe valea Bucieșului |  | Calea ferată Onești–Scutaru și derivația acesteia de pe valea Bucieșului, din care se desprindea linia spre plaiul „Fata Moartă” (aspectul corespunde perioadei anilor 1970) |

Avocatul-căpitan în rezervă a ales, mai întâi, soluția cea mai bună, cea de a anula timpul scurs, de a se instala ca narator–personaj chiar în timpul acțiunilor narate. Utilizarea cu precădere a timpului prezent îl face pe cititor spectator al dramei derulate cu o viteză incredibilă. Și aici, încă o dată, a fost aleasă bine dicția și lungimea frazei: scenele de război, fie că e vorba de înaintarea sau retragerea din Transilvania, de apărarea platoului Fata Moartă sau de atacurile și contraatacurile din valea Bucieșului ori de la Cireșoaia, prind viață prin propozițiile scurte care se referă adesea doar la personajele principale.
Caracterul halucinant al imaginilor nu decurge însă doar din succesiunea extrem de rapidă a acțiunilor prezentate. Halucinante sunt și detaliile pe care ochiul combatantului le-a surprins într-un ritm infernal, compunând adesea tablouri de o atrocitate rareori întâlnită în literatura de război românească. Autorul-narator-personaj a fost de altfel de o „sinceritate” totală, necruțându-se nici pe sine, nici pe camarazi, nici pe cititor. Și această sinceritate caracterizează atât privirea în exterior, cât și în interior. Ofițerul în curgerea acțiunii se introspectează mereu, căutând în sine reazem în vertijul permanentizat.
Bogăția incidentelor comice și mânia care altfel nu se putea descărca, păstrate proaspete timp de două decenii de inima și mintea unui soldat precum o comoară ascunsă la rădăcina unui copac, au provocat astfel o mulțime de pagini de vervă îndrăcită, care poate lasa mult in urmă cărți scrise de profesioniști ai umorului.
Comparațiile făcute în planul literaturii autohtone impun cartea prin viziunea personală a autorului asupra episoadelor trăite, prin scrisul condensat și aspru al acestuia, prin forța sugestiei sale și prin unitatea stringentă a narațiunii.

## Aprecieri critice
Cartea este un valoros jurnal de front, scris cu talent literar, fiind, conform scriitorului Ion Lazu, o capodoperă ignorată. Horia Gârbea a apreciat chiar că:
„Cinematografia românească – și, implicit, cultura, identitatea națională și imaginea noastră în lume – vor rămâne sărace până când nu se va produce filmul Fata moartă, după cartea omonimă a lui Ioan Missir.”